# Щербаков, Василий Кузьмич
Васи́лий Кузьми́ч Щербако́в (1903, Смоленск (?) — 1980, Новосибирск) — доктор технических наук, профессор по кафедре электрических сетей, систем и техники высоких напряжений Томского индустриального/политехнического института; один из основателей НЭТИ (ныне — Новосибирский государственный технический университет); заслуженный деятель науки и техники РСФСР.

## Награды
- Орден Трудового Красного Знамени (1946 г.);
- медаль «За доблестный труд в Великой Отечественной войне 1941—1945 гг.». [1; 196]